# Anthony Adoun Hongsaphong

Bischofswappen von Anthony Adoun Hongsaphong

Anthony Adoun Hongsaphong (* 4. April 1964 in Pakse) ist ein laotischer römisch-katholischer Geistlicher und Apostolischer Vikar von Vientiane.

## Leben
Anthony Adoun Hongsaphong studierte Philosophie und Katholische Theologie am Priesterseminar St. Charles Boromée und an der Universität Freiburg (Schweiz). Am 3. September 1994 empfing er das Sakrament der Priesterweihe für das Apostolische Vikariat Paksé. Anschließend setzte er seine Studien in Rom fort, wo er 1996 an der Päpstlichen Universität Heiliger Thomas von Aquin ein Lizenziat im Fach Kanonisches Recht erwarb.
Danach war Hongsaphong in Thailand tätig. Dort wirkte er zunächst von 1997 bis 1999 als Pfarrvikar der Kathedrale Immaculate Conception in Ubon Ratchathani, bevor er Pfarrer der Pfarrei Holy Family in Ban Nong Khu wurde. Daneben war er von 1997 bis 2005 Richter am Kirchengericht des Erzbistums Thare und Nonseng. 2005 kehrte Hongsaphong in seine Heimat zurück, wo er Regens des propädeutischen Seminars Pastor Bonus in Pakse wurde. Zudem war er von 2005 bis 2014 Pfarrer der Kathedrale Sacred Heart in Pakse sowie Verantwortlicher für zwölf Seelsorgestationen im Apostolischen Vikariat Paksé. Ab 2014 wirkte Hongsaphong als Seelsorger für elf Missionsstationen im Apostolischen Vikariat Paksé. Darüber hinaus lehrte er bereits ab 2005 Kanonisches Recht, Sakramententheologie, Ökumenische Theologie und Einführung in die Bibelwissenschaft am nationalen Priesterseminar in Thakeh.
Am 23. Dezember 2024 ernannte ihn Papst Franziskus zum Apostolischen Vikar von Vientiane. Der emeritierte Apostolische Vikar von Vientiane, Louis-Marie Ling Kardinal Mangkhanekhoun IVD, spendete ihm am 25. März 2025 vor der Kathedrale Sacred Heart in Vientiane die Bischofsweihe; Mitkonsekratoren waren der Apostolische Vikar von Savannakhet, Jean Marie Prida Inthirath, und der Apostolische Vikar von Paksé, Andrew Souksavath Nouane Asa. Sein Wahlspruch Dominus lux mea et salutare meum („Der Herr ist mein Licht und mein Heil“) stammt aus Ps 27,1 .